# Glad Rag Doll
Glad Rag Doll is een Amerikaanse filmkomedie uit 1929 onder regie van Michael Curtiz. De film is wellicht zoekgeraakt.

## Verhaal
Een jongeman is verliefd op een toneelactrice. Hij wacht haar na de voorstelling op met een bos bloemen. Wanneer hij haar later voorstelt aan zijn vermogende familie, vermoeden ze dat de actrice op zijn geld uit is. Ze bieden haar daarom geld aan om de man met rust te laten.

## Rolverdeling
| Acteur              | Personage        |
| ------------------- | ---------------- |
| Dolores Costello    | Annabel Lee      |
| Ralph Graves        | John Fairchild   |
| Audrey Ferris       | Bertha Fairchild |
| Albert Gran         | Nathan Fairchild |
| Maude Turner Gordon | Tante Fairchild  |
| Tom Ricketts        | Admiraal         |
| Claude Gillingwater | Sam Underlane    |
| Arthur Rankin       | Jimmy Fairchild  |
| Dale Fuller         | Juffrouw Peabody |
| Douglas Gerrard     | Butler           |
| George Beranger     | Barry            |